# Nieftiejugansk
Nieftiejugansk (ros. Нефтеюганск) – miasto w Rosji, w Chanty-Mansyjskim Okręgu Autonomicznym - Jugrze. Miasto leży w Rejonie Nieftiejugańskim i jest jego centrum administracyjnym, samo jednak nie wchodzi w skład Rejonu, stanowiąc - podobnie jak wszystkie większe miasta – miasto wydzielone Chanty-Mansyjskiego OA - Jugry.
Miasto położone jest między rzekami Ob i jego dopływem - Jugańskim Obem; liczy 127 255 mieszkańców (2020 r.).

## Historia
Założone zostało w 1961 r., jako osada geologów szukających ropy naftowej i gazu ziemnego. Błyskawiczny rozwój Nieftiejuganska nastąpił w związku z odkryciem i eksploatacją złóż ropy i gazu. Prawa miejskie Nieftiejugansk otrzymał już w roku 1967. W pobliżu miasta zlokalizowany jest port lotniczy Nieftiejugansk.

## Gospodarka
Główną gałąź gospodarki miasta stanowi przemysł naftowy. W mieście i jego najbliższej okolicy wydobywana jest 1/7 całego rosyjskiego wydobycia ropy naftowej.